# سدم شاحب
السُدم الشاحب (باللاتينية: Sedum pallidum) نوع نباتي يتبع جنس السدم من الفصيلة المخلدية.

## الموئل والانتشار
موطنه بلاد الشام وتركيا وأرمينيا وبعض مناطق البلقان.

## مرادفات للاسم العلمي
- (باللاتينية: Sedum bithynicum Boiss.)
- (باللاتينية: Sedum pallidum var. bithynicum (Boiss.) D.F.Chamb.)
- (باللاتينية: Sedum pallidum subsp. bithynicum (Boiss.) V.V.Byalt 		)